# Sam Craigie
Sam Craigie (* 29. Dezember 1993 in Wallsend) ist ein englischer Snookerspieler. 2010 wurde er U21-Weltmeister. Von 2016 bis 2025 gehörte er durchgängig der Profitour an.

## Karriere
Geboren in Wallsend, wuchs Craigie in Newcastle upon Tyne auf. Craigie begann 1998 mit dem Snookerspiel; auch sein älterer Bruder Stephen interessierte sich für den Sport und wurde später ebenfalls professioneller Snookerspieler. Sam Craigie wurde Mitte der 2000er-Jahre einer der führenden Juniorenspieler Englands und gewann verschiedene englische Juniorenmeisterschaften. Zum Ende des Jahrzehnts hin nahm er auch mit einigem Erfolg an internationalen Juniorenmeisterschaften teil. Nachdem er 2010 bereits das Halbfinale der U19-Europameisterschaft erreicht hatte, gewann er noch im selben Jahr mit 9:8 gegen Li Hang die U21-Weltmeisterschaft. Zusätzlich besiegte er beim Pink Ribbon Simon Bedford und Tony Drago mit jeweils 4:0. Auch bei der professionellen 6-Red World Championship, zu der er eingeladen worden war, gelang ihm ein Sieg über den Profispieler Joe Swail. Hatte er kurz zuvor noch vergeblich versucht, sich über die Pontin’s International Open Series für die Profitour zu qualifizieren, erbrachte ihm der Sieg bei der U21-Weltmeisterschaft einen Profi-Startplatz für die Saison 2011/12.
In seiner Debütsaison konnte Craigie vor allem bei Turnieren der Players Tour Championship einige Spiele gewinnen, bei einem PTC-Event erreichte er sogar das Achtelfinale. Doch auch bei den übrigen Profiturnieren konnte er einige Male gute Ergebnisse erzielen. So verpasste er sowohl beim German Masters als auch bei den China Open 2012 einen Einzug in die Hauptrunde nur knapp. Insgesamt konnte sich der Engländer binnen einer Spielzeit bis auf Rang 76 der Weltrangliste vorarbeiten, verpasste damit aber zum Saisonende eine Platzierung in den Top 64, die mit einer automatischen Qualifikation für die nächste Saison verbunden gewesen wäre. Da er diese auch nicht auf anderen Wegen erlangte, verlor er zum Saisonende seinen Profistatus wieder.
Anschließend zog er sich zunächst vom Snooker auf höherer Ebene weitgehend zurück, nahm 2012/2013 nur noch an zwei PTC-Events als Amateur teil. Erst 2014 meldete er sich mit guten Ergebnissen beim Snookerbacker zurück, einem recht wichtigen englischen Amateurturnier. 2016 konnte er dieses sogar mit einem Finalsieg über Jamie Bodle gewinnen. In derselben Spielzeit, 2015/16, intensivierte er seine Bemühungen um eine Rückkehr auf die Profitour. Nachdem er Mitte 2015 noch eine Qualifikation bei der Q School verpasst hatte, wurde er wegen seiner trotzdem guten Ergebnisse im Laufe der Saison regelmäßig zu professionellen Turnieren eingeladen. Zusätzlich machte er häufig von der Möglichkeit Gebrauch, als Amateur an den PTC-Events teilnehmen zu können. Allerdings verlor er fast jedes seiner dortigen Spiele. Am Saisonende konnte er sich aber schlussendlich über die EBSA Amateur Play Offs wieder einen Platz auf der Profitour sichern.
In seinem zweiten Anlauf, der nach einigen Reformen nun direkt mindestens zwei Spielzeiten umfasste, konnte Craigie bereits in diesen beiden Saisons einige gute Ergebnisse erzielen. Obgleich er häufig früh ausschied, konnte er mehrfach bei Ranglistenturnieren auch eine Runde der letzten 32 erreichen, unter anderem bei den ertragreichen China Open 2018. Sein bestes Ergebnis war eine Achtelfinalteilnahme bei den Northern Ireland Open 2017. Am Ende dieser zwei Jahre wurde er auf Platz 80 der Weltrangliste geführt, verpasste damit also erneut die sicheren Top 64. Im Gegensatz zu 2012 konnte er diesmal aber auf einem anderen Wege seine Profizeit verlängern: Beim ersten Event der Q School 2018 ergatterte er einen der vier ausgelobten Qualifikationsplätze.
Die nächsten beiden Spielzeiten verliefen ähnlich wie die beiden vorherigen: Neben vielen frühen Niederlagen gab es einige gute Ergebnisse bei Ranglistenturnieren, diesmal eine Achtelfinalteilnahme bei den Indian Open 2019 und eine Viertelfinalteilnahme bei den China Open 2019. Später erreichte er auch die Halbfinal-Gruppenphase der Championship League 2020, das Turnier hatte aber keinen Einfluss auf die Weltrangliste.Trotzdem reichten Mitte 2020 seine Ergebnisse für einen Platz in den Top 64: Mit Rang 58 konnte er sich erstmals direkt für die nächste Saison qualifizieren. In dieser konnte er sich dann zum ersten Mal für die Hauptrunde der Snookerweltmeisterschaft qualifizieren, erzielte aber noch bei einem anderen Turnier das beste Ergebnis seiner bisherigen Karriere: Bei der als Gruppenturnier ausgetragenen WST Pro Series belegte er in der finalen Gruppenphase den dritten von acht Plätzen, noch vor Spitzenspielern wie Judd Trump, Kyren Wilson und Jack Lisowski. Am Saisonende wurde er auf Rang 50 geführt, der besten Platzierung seiner Karriere.
Nach einem langsamen Start in die Saison 2021/22 mit frühen Niederlagen konnte Craigie beim German Masters erstmals wieder die Runde der letzten 32 erreichen.
Craigie trainiert in einem Snookerclub in Huddersfield.

## Erfolge (Auswahl)
| Ausgang         | Jahr | Turnier                           | Finalgegner        | Ergebnis |
| --------------- | ---- | --------------------------------- | ------------------ | -------- |
| Amateurturniere |      |                                   |                    |          |
| Sieger          | 2010 | IBSF U21-Snookerweltmeisterschaft | Li Hang            | 9:8      |
| Sieger          | 2016 | Snookerbacker                     | Jamie Bodle        | 4:2      |
| Sieger          | 2016 | EBSA Amateur Play Offs            | Adam Duffy         | 4:3      |
| Sieger          | 2018 | Q School – Event 1                | Dechawat Poomjaeng | 4:0      |